# Jonny Jakobsen
Jonny Jakobsen, född 17 november 1963 i Malmö, är en dansk-svensk sångare mest känd under artistnamnen Dr. Bombay, Dr. MacDoo och Carlito. Jakobsens identitet hölls länge hemlig av skivbolaget. Jakobsen växte upp i Sverige, men har även danskt medborgarskap. Jakobsens musik kan beskrivas som bubblegumdance.

## Biografi
Före genombrottet som Dr. Bombay försökte Jakobsen göra karriär med countryrock under namnet Johnny Moonshine. Han fick dock aldrig några framgångar, och i stället fick han idén att ta på sig turban och börja sjunga skämtlåtar med fejkad indisk accent. Rollfiguren fick namnet Dr. Bombay. Han var indisk taxichaufför, prins och musiker. Debutalbumet Rice & Curry kom 1998 och gjorde med runt en halv miljon sålda exemplar Dr. Bombay till det årets bäst säljande artist i Sverige. Låten Calcutta (Taxi Taxi Taxi) blev en sommarplåga. Dr. Bombay lanserades också i Indien.
Jakobsens skivbolag hittade senare på figuren Dr. MacDoo, som var Dr. Bombays kusin från Skottland. Principen var densamma, men singlar som till exempel Macahula Dance blev inte lika framgångsrika som Dr. Bombay-låtarna.
Sommaren 2005 bytte Jakobsen skepnad igen och blev mexikanen  Carlito. Under den pseudonymen har Jakobsen sedan 2006 varit aktiv i Japan och släppt ett flertal skivor. Carlito skrivs på japanska カリート (karīto).
Hösten–vintern 2007 släpptes The Hits, ett samlingsalbum med låtar från både Dr. Bombay och Dr. MacDoo. Skivan innehåller dessutom en helt nygjord remix av Calcutta (Taxi Taxi Taxi), plus låten Spice It Up som gjorts tidigare, men aldrig släppts.

## Diskografi

### Album
- 1998 – Rice & Curry (som Dr. Bombay)[4]
- 2001 – Under the Kilt (som Dr. MacDoo)[5]
- 2006 – Fiesta (som Carlito i Japan)[6]
- 2006 – Ultimate Collection (samlingsalbum som Carlito i Japan)[6]
- 2007 – World Wild (som Carlito i Japan)[6]
- 2007 – The Hits (samlingsalbum med både Dr. Bombay och Dr. MacDoo, plus extramaterial)[7]

### Singlar
- 1998 – Calcutta (Taxi Taxi Taxi) (som Dr. Bombay)[4]
- 1998 – SOS (The Tiger Took My Family) (som Dr. Bombay)[4]
- 1998 – Rice & Curry (som Dr. Bombay)[4]
- 1999 – Girlie Girlie (som Dr. Bombay)[4]
- 1999 – Indy Dancing (som Dr. Bombay)[4]
- 2000 – Macahula Dance (som Dr. MacDoo)[5]
- 2000 – Under The Kilt (som Dr. MacDoo)[5]
- 2005 – Carlito (¿Who's That Boy?) (som Carlito, med Sunshine Girls)[6]
- 2005 – Poco Loco (som Carlito)[6]
- 2018 – Stockholm to Bombay (som Dr. Bombay)[4]